# Joe Louis Walker
Joe Louis Walker, (San Francisco, 1949. december 25. – Poughkeepsie, 2025. április 30.) amerikai electric blues gitáros, énekes, dalszerző, producer.

## Pályafutása
Walker − szüleinek hála − már gyerekként kapcsolatba került a blues-zal. Tizennégyévesen kezdett el gitározni. Tizenhatévesen elhatározta, hogy a zenéből fog megélni. Mike Bloomfield bevezette Walkert a Bay Area-i blues területére. Az 1960-as években már olyan sztárokkal játszott együtt, mint Steve Miller, Jimi Hendrix, Grateful Dead, Lightnin’ Hopkins, Magic Sam, Earl Hooker, Freddie King, John Lee Hooker, Muddy Waters, Fred McDowell és Lowell Fulson.
Amikor Walkernek 1975-ben − tíz évre − elege lett a bluesból, a The Spiritual Corinthians gospel kvartettel énekelt. Velük 1980-ban rögzítette a „God Will Provide” című albumot.
1985-ben visszatért a blueshoz, de onnantól kezdve mindig érezhető volt a gospel zene hatása. Megalapította a „Bosstalkerst” San Franciscóban. A „Cold Is the Night” című albuma Big Bill Broonzy-díjat kapott. 1986-ban jelent meg, és még több követte.
Walker számos díjat nyert, köztük több Handy Awardot is.

## Albumok
- Eclectic Electric (2021)
- Blues Comin' On (2020)
- Everybody Wants a Piece (2015)
- Hornet's Nest (2014)
- Hellfire (2012)
- Between A Rock and The Blues (2009)
- Witness to the Blues (2008)
- Playin' Dirty (JSP, 2006)
- New Direction (2004)
- Ridin' High (2003)
- She's My Money Maker (2002/03)
- Guitar Brothers (2002)
- Pasa Tiempo (2002)
- In the Morning (2002)
- Silvertone Blues (1999)
- Preacher and the President (1998)
- Great Guitars (1997)
- Blues of the Month Club (1995)
- JLW (1994)
- Blues Survivor (1993)
- Live at Slim's, Volume Two (1992)
- Live at Slim's, Volume One (1991)
- Blue Soul (1989)
- The Gift (1988)
- Cold Is the Night (1986)

## DVD
- Live At 'On Broadway' (2001)
- Joe Louis Walker in Concert (2003)
- Viva Las Vegas Live (DVD és CD, 2019)

## Díjak
- Big Bill Broonzy-díj
- Blues Music-díjak

## Fordítás
Ez a szócikk részben vagy egészben  a   Joe Louis Walker című német Wikipédia-szócikk ezen változatának fordításán alapul.  Az eredeti cikk szerkesztőit annak laptörténete sorolja fel. Ez a jelzés csupán a megfogalmazás eredetét és a szerzői jogokat jelzi, nem szolgál a cikkben szereplő információk forrásmegjelöléseként.